# Proctonemesia multicaudata
Espèce
Proctonemesia multicaudata est une espèce d'araignées aranéomorphes de la famille des Salticidae.

## Distribution
Cette espèce est endémique du Brésil.

## Publication originale
- Bauab & Soares, 1978 : Gênero e espécie novos de Salticidae do Brasil (Araneae). Revista Brasileira de Zoologia, vol. 38, p. 23-26.